# Христо Димитров (иконописец)
Вижте пояснителната страница за други личности с името Христо Димитров.
Христо Димитров, по прякор Доспейски, по името на родното село на зографа – с. Доспей, е български живописец и иконописец, основоположник на Самоковската художествена школа от времето на българското Възраждане. Баща и учител на Захари Зограф и Димитър Зограф. Дядо на Станислав Доспевски.

## Биография
Рождената година на Христо Димитров не е известна, предполага се, че е роден около 1745 – 1750 година Според семейни предания, като малък Димитров е заведен в Света гора да учи иконопис при своите вуйчовци – игумена на Хилендарския манастир Лаврентий и монаха Паисий. През 1770 година Христо Димитров пътува с единия си вуйчо по австрийските земи и получава по-добра художествена подготовка, която оказва влияние при формирането на собствения му стил, отдалечаващ се от нормите на късновизантийската иконопис и поставящ началото на българската възрожденска живопис. Свидетелство за това пътуване е оставената в наследство голяма сбирка гравюри на западни майстори като Албрехт Дюрер, Рембранд, Гуйдо Рени, Жак Кало, Джовани Пиранези, Антонио Полайоло и други.
При завръщането си по родните места, Димитров работи в Света гора, Македония, Западните покрайнини, Софийско, в Пазарджик и Самоков. През 1791, 1793 и 1797 работи икони за Митрополитската църква в Самоков, за което свидетелства запазена в църковните кондики бележка на името на „Христоте Даскало“. Подпис върху негова икона в щипската църква „Света Богородица“ гласи „В лето 1810 Христо рукою из Самоков“.
Христо Димитров е основоположник и първомайстор на Самоковската художествена школа, продължена и развита от синовете му Захари Зограф и Димитър Зограф, от синовете на Димитър Зограф Станислав Доспевски и Никола Доспевски, от обучаваните от Димитров Костадин Въльов (негов зет, женен за дъщеря му), Златин Агнин от Дебърско, Димитър Пищольозлиев и Йован Николов Иконописец и неговия син Никола Образописов.

## Художествено наследство
До 1980-те години художественото наследство на Христо Димитров е сравнително слабо изучено и за малко творби се знае със сигурност, че са негово дело. Такива са цикълът икони, „Христос“, „Възкресение Христово“, „Успение Богородично“, „Свети Пантелеймон“, „Йоан Кръстител“ и други, се пазят в с. Ново село, Щипско. Неговата икона „Христос Велики Архиерей“ от 1793 година, намирала се в софийската църква „Свети Никола Стари“, е унищожена при бомбардировките над София през 1944 година.
През 2001 година е публикувано ново, съвременно проучване на творчеството на Димитров, с автор Е. Попова, и е установено авторството му над множество други икони и църковни стенописи. Негово дело са:
- 1786 – две икони и царски двери от параклиса „Архангелски събор“, Рилски манастир,
- 1793 – иконите върху централната част на иконостаса в Митрополитската църква на Самоков,
- 1794 – стенописи в старата Хрельова църква на Рилския манастир, свалени и съхранявани в манастирския музей,
- 1795 – стенописи и икони от иконостаса на Гробищната църква „Въведение Богородично“ в Рилски манастир,
- 1795 – икони от църквата в село Ярлово,
- 1795 – стенописи и икони в постницата „Свети Лука“ на Рилския манастир,
- 1797 – стенописи и икони в наоса на параклиса „Свети Димитър“ в манастира Зограф на Атон,
- 1797 – икона „Богородица на трон със свети Харалампий и свети Алексей Божи човек“ (в ХГ Пловдив),
- 1802 – икони от църквата „Света Марина“ (днес „Свети Василий“), Асеновград,
- 1803 – икони от църквите „Успение Богородично“ и „Свети Никола“, Асеновград,
- 1803 – икони от църквата „Свети Никола“, Враца,
- 1808 – стенописи на църквата „Свети Георги“ в с. Голямо Белово,
- 1809 – икони от църквата „Покров Богородичен“, Рилски манастир,
- 1809 – две икони от църквата на Баткунския манастир,
- 1810 – стенописи на църквата в Ново село, Щипско,
- 1812 – икони от Митрополитската църква в Благоевград,
- 1813 – иконата „Архангел Михаил взима душата на богатия“ (в Исторически музей, Самоков),
- 1813 – икони в църквата на с. Костенец,
- 1814 – икони в църквата на с. Варвара, Пазарджишко,
- 1815 – икони в църквата „Успение Богородично“, Пазарджик,
- 1818 – икони в църквата на с. Семчиново,
- ? – иконите „Свети пророк Илия“ и „Свети Атанасий“ в църквата на Девическия манастир в Самоков и други.

## Изследвания
- Попова, Е. Зографът Христо Димитров от Самоков. С., 2001.
- Генова, Е. За още няколко неизвестни икони в творческата биография на Христо Димитров от Самоков. – Паметници, реставрация, музеи, 2004, кн. 4, 9 – 17
- Поповска-Коробар, В. Бележки за неизвестни икони на зографите Христо Димитров и Димитър Христов в Македония. – Проблеми на изкуството, 38, 2005, кн. 1, 44 – 46

- Икони на Христо Димитров, притежание на Историческия музей в Самоков
- „Божия Матер Елеуса“, средата на 19 век
- „Божия Матер Елеуса“, 1795
- „Исус Христос Вседържител“, 1795
- „Архангел Михаил мъчи душата на богатия“, 1813